# 马岛棕属
马岛棕属（学名：Dypsis）又名散尾葵属、小竹椰子属等，是棕榈科下的一个属。该属共有约162种，主要分布于马达加斯加。